# 페드르

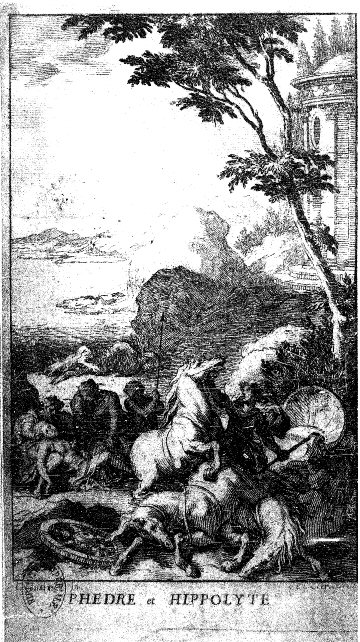

페드르(프랑스어: Phèdre)는 프랑스의 극작가 장 라신이 1677년에 발표한 5막의 비극적 희곡이다. 라신은 에우리피데스의 희곡 히폴리투스를 비롯하여, 그리스 로마 비극 시인들이 이미 많이 다루었던 주제를 선택하였다.
라신이 페드로를 주제로 연극을 준비할 때, 부용 공작 부인와 당대의 유명한 극작가 피에르 코르네유의 친구들이 라신을 흠집내기 위한 계략으로, 극작가 니콜라스 프래동에게 같은 주제로 희곡을 쓸 것을 의뢰하였다. 플래동은 라신의 대본을 훔친 복사본에 기초하여 희곡을 작성하였다. 1677년 라신의 페드르가 부르고뉴 극장에서 초연되고 이틀 뒤, 프래동의 “페드르와 이폴리트”가 공연되었다. 두 작품은 뒤이어 서로를 헐뜯는 소네트와 다른 글들로 쓰디 쓴 문학적인 논쟁의 예가 되었다. 이 결과 라신이 1689년에 루이 14세의 정부인 맹트농 부인의 요청으로 에스테르를 쓸 때까지 한동안 작품을 쓰지 않았다. 그러나 역사적으로 볼 때 라신의 작품이 라이벌을 누르고 성공작으로 남게 되었고, 페드르는 그의 걸작으로 평가된다.

## 등장인물
- 테제 (테세우스) - 아테네의 왕, 페드르의 남편, 이폴리트의 아버지.
- 페드르 (파이드라) - 테제의 두 번째 부인,
- 에논 - 페드르의 유모이자 페드르의 조언자
- 이폴리트 (히폴리토스) - 테제의 아들, 페드르의 의붓 아들
- 테라멘 (테라메네스) - 이폴리트의 조력자
- 아리시 (아라키아) - 아테네 적국의 前 왕녀, 이폴리트의 연인
- 이스멘 - 아리시의 절친한 친구
- 패노프 - 페드르의 시녀
- 수호병들

## 줄거리
- 무대:펠로포네수스의 작은 마을인 트로젠

페드르의 남편인 테세 왕이 부재한 가운데, 페드르는 의붓 아들인 이폴리트를 사랑하게 된다. 그 사랑이 가져온 오해와 파멸을 가져온 그리스 신화의 내용을 그린다.

### 1막
이폴리트는 테제와 아마존 여전사의 아들로 트로젠에 유배 중이다. 테제는 원정을 나가기 앞서 트로젠을 들러, 이폴리트에게 페드르 왕비와 적의 유일한 후손인 아라시를 보호하라고 당부한다. 테제가 원정을 나간 후 돌아오지 않자, 이폴리트는 절친한 친구이자 스승인 테라메느에게 아버지를 찾겠다고 말하지만 테라만은 그를 만류한다. 이폴리트는 사실 아라시를 몰래 사랑하고 있다고 고백하고, 이뤄질 수 없는 사랑에 괴로워한다. 테세의 죽음이 선포되고, 테세의 아내인 페드르는 이루어질 수 없는 사랑 때문에 궁전 주변에서 질질 끌며 죽기를 갈망한다. 그녀는 자신의 유모인 에논에게 자신이 의붓 아들인 이폴리트에 대한 사랑의 열병을 고백한다.

### 2막
아라시는 자신의 시녀인 이스멘에게 자신은 이폴리트를 사랑하고 있다고 털어놓는다. 이폴리트가 등장하여, 그는 그녀와 같은 마음임을 밝힌다. 페드르는 이폴리트에게 와서 테제의 뒤를 이어 통치자 자리에 올라야 한다고 말하지만, 이폴리트에 대한 사랑의 감정이 격해진 그녀는 에논이 충고한 대로 이폴리트에 대한 자신의 감정을 고백한다.

### 3막
테세는 사실 죽지 않은 채 트레젠에 다시 돌아온다. 그는 쌀쌀맞은 환영 인사에 깜짝 놀란다. 페드르는 자신의 사랑의 감정을 에논과 이폴리트에게 밝혔다는 죄책감에 무너진다.

### 4막
에논은 잘못된 사랑을 하고 있는 페드르를 이폴리트가 비난할지도 모른다는 두려움에, 테세에게 이폴리트가 페드르를 유혹하려 했다고 거짓말한다. 테세는 이폴리트를 추방하고, 해양의 신인 넵튠(그는 테세에게 빚을 진 일이 있다)에게 그의 아들을 죽여달라고 부탁한다. 페드르는 이폴리트가 아리시를 사랑한다는 것을 모른 채, 테세에게 그가 오해하고 있음을 확신시키려 한다. 결국 이폴리트가 아리시를 사랑하고 있다는 사실에 성을 내며, 페드르는 이폴리트를 비난하고, 그의 아버지의 분노를 받게끔 내버려둔다.

### 5막
이폴리트는 아리시에게 도시 바깥에서 그녀와 결혼할 것이라 약속하고 떠난다. 테세는 아들의 죄에 대해서 의심하기 시작하지만, 이미 때는 너무 늦었다. 테라멘이 곧 왕에게 이폴리트가 말에서 떨어져 죽었다고 보고한다. 페드르는 자신에게 잘못된 충고와 모략을 한 것을 이유로 에논을 추방하고, 테세에게 이폴리트는 잘못이 없음을 고백한다. 고백 이전에 독을 마셨고, 그녀는 쓰러진다. 테세는 자신의 잘못된 판단을 만회하기 위해, 그의 죽어가는 아들의 유언을 따르기로 한다. 아리시를 용서하고, 그녀를 양녀로 삼기로 결심한다.